# NGC 5012A
NGC 5012A (другие обозначения — UGC 8290, KUG 1310+230, MCG 4-31-14, VV 559, ZWG 130.20, 8ZW 262, IRAS13103+2305, PGC 45884) — галактика в созвездии Волосы Вероники.
Этот объект не входит в число перечисленных в оригинальной редакции «Нового общего каталога» и был добавлен позднее.